# Grés
Grés (português europeu) ou grês (português brasileiro) é um material feito a partir de argila de grão fino, plástica, sedimentária e refratária - que suporta altas temperaturas, como a cerâmica.

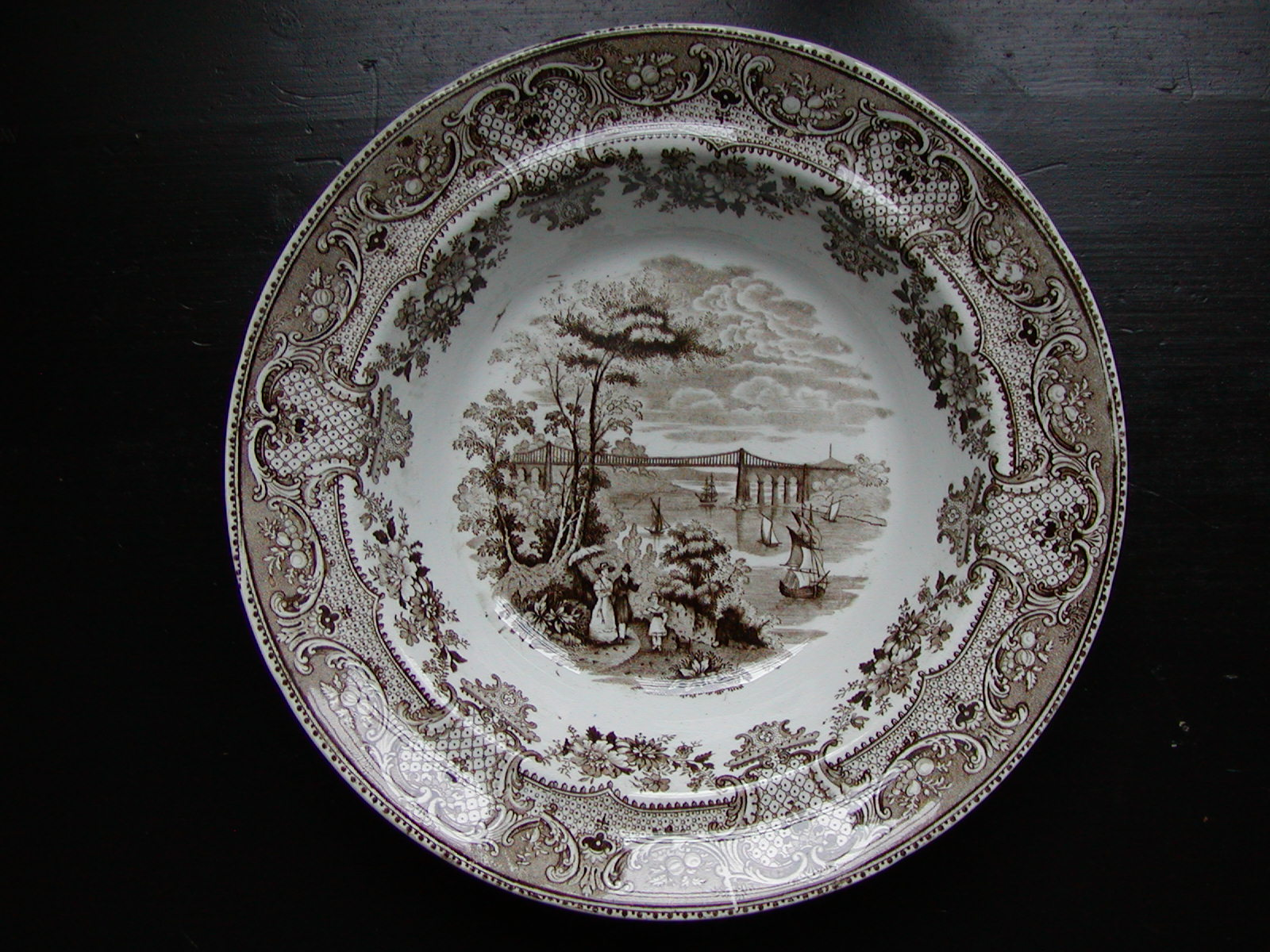
Prato de grés cerâmico feito em Staffordshire da década de 1850 com esmalte branco e impressão por trasferência. Pertenceu à Fredrika Runeberg, objeto do Museu Runeberg, Finlândia.

Vitrificam entre 1 150 °C - 1 300 °C. Nelas o feldspato atua como material fundente.
Grés é um termo bastante amplo para cerâmicas cozidas em uma temperatura relativamente alta. Uma definição técnica moderna é: uma cerâmica vítrea ou semivítrea feita principalmente de argila ou massa não refratária, não é poroso e pode ser vitrificado. As argilas utilizadas na sua composição não são tão brancas quanto as de porcelana, o que possibilita uma gama de cores. Após a queima, tornam-se impermeáveis.
O termo "grés" não é utilizado para louças no Leste Asiático, sendo chamado apenas de porcelana. A Nomenclatura Combinada (NC), definiu o grés na Europa como: um material denso, impermeável e duro o suficiente para resistir ao risco de ponta de aço, difere da porcelana por ser mais opaco e por ser parcialmente vitrificado. Pode ser vítreo ou semivítreo. Geralmente é de cor cinza ou acastanhada por causa das impurezas da argila usada para sua fabricação e normalmente é esmaltada.

## História

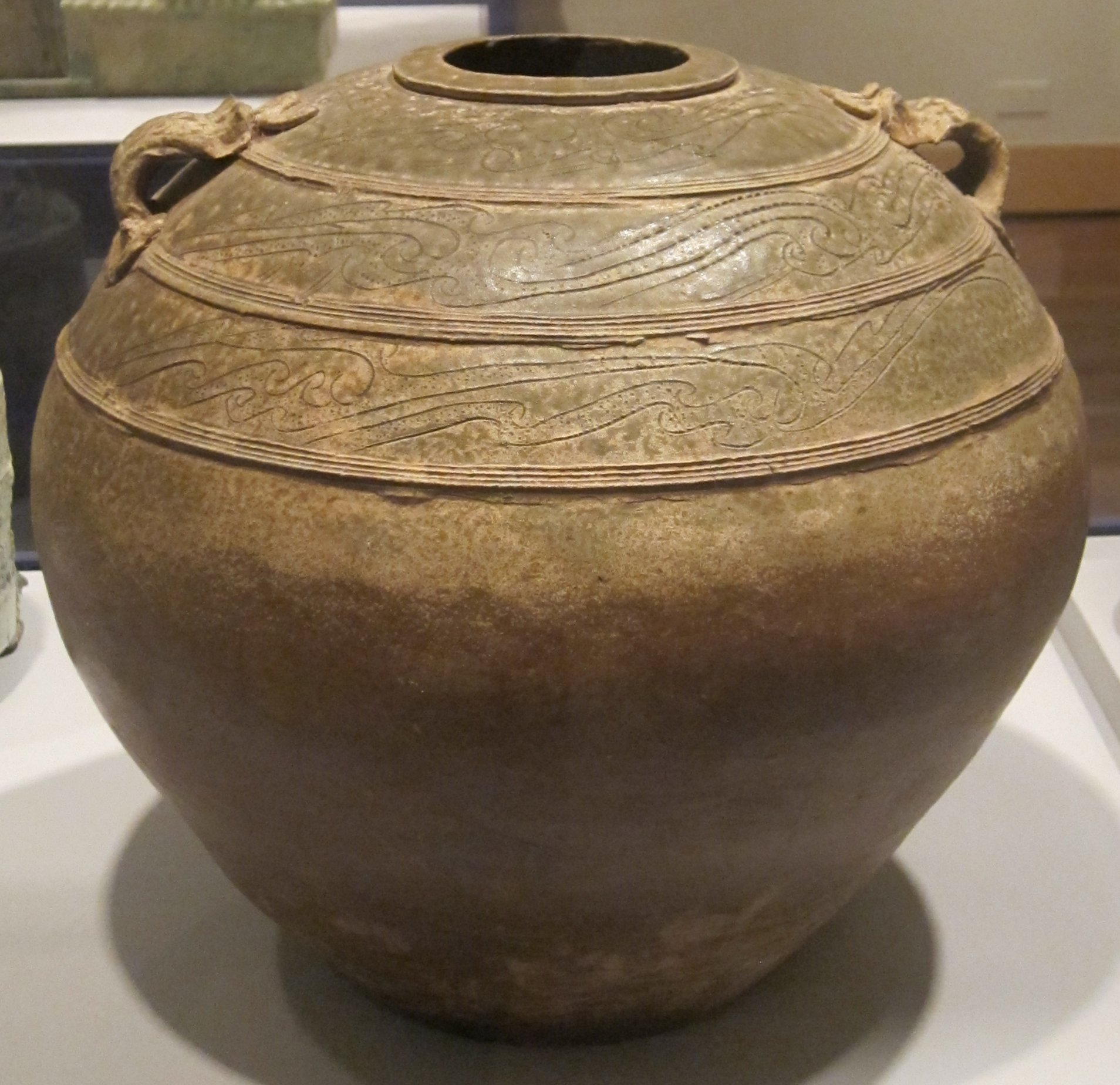
Vaso de grés chinês esmaltado, Dinastia Han, 206 a.C–220 d.C.

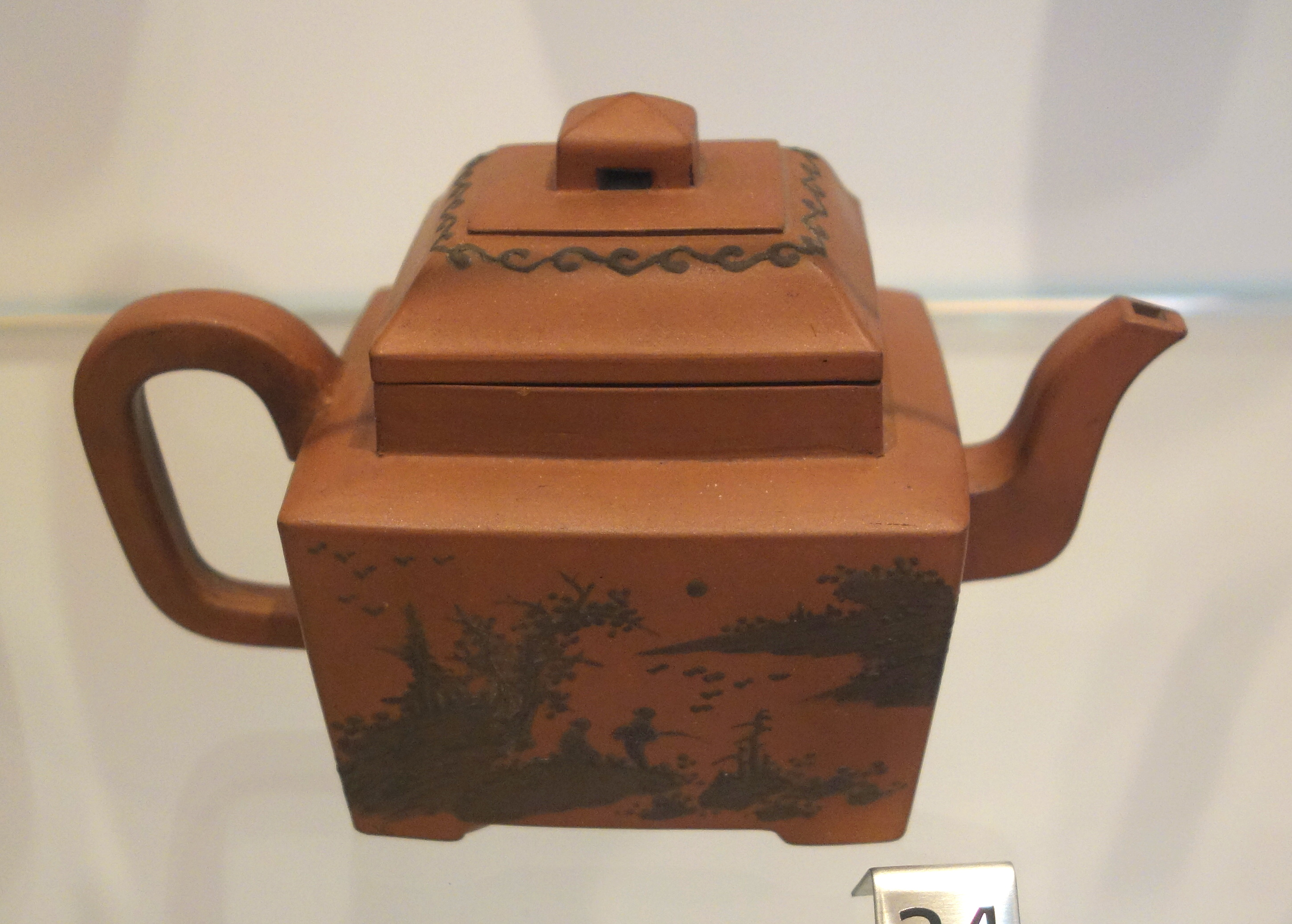
Bule de chá Yixing chinês, dinastia Qing, 1765–1835.

### Ásia
A história do grés remonta a milhares de anos, desde sua mais antiga fabricação conhecida, na Civilização do Vale do Indo em 1900 a.C, que formou grande parte dos atuais Índia, Paquistão e Afeganistão. Também se descobriu sua fabricação cerca de trezentos anos depois, durante a dinastia Shang, na China (1600 a.C-1046 a.C). O grés era queimado em fornos, polido e suas peças eram utilizadas no armazenamento alimentos, líquidos e especiarias. Alguns fragmentos de grés mais antigos, descobertos em sítios arqueológicos também na China, seriam possivelmente da era paleolítica, com mais de 10 000 anos. Historicamente, o desenvolvido do grés ocorreu depois da faiança e antes da porcelana.
Tanto na China quanto no Japão, o grés era muito comum e vários tipos tornaram-se admirados por suas formas simples e efeitos sutis de esmalte. O Japão não fabricava porcelana até o século XVII, e o norte da China carecia das argilas ricas em caulim apropriadas para porcelana. A louça "Jian" na dinastia Sung era usada principalmente para chá. A maior parte do celadon Longquan era feita de grés. A louça "Ding" se aproxima da porcelana, embora não seja translúcida e sua coloração seja cinza em vez de branco.
Na China, a cerâmica fina era em grande parte porcelana da dinastia Ming, e o grés restringia-se principalmente a utensílios utilitários de baixa qualidade. As exceções incluem o bule de barro Yixing, e os utensílios Shiwan. No Japão, muitos tipos tradicionais de grés como Oribe, Shino e Raku, ainda são utilizados em cerimônias do chá japonesa na forma de xícaras.
O grés também era produzido na Coréia desde o século V, entre elas estão o celadon e um tipo de cerâmica azul e branca vidrada. A Tailândia fabrica grés em dois lugares, Si Satchanalai e Sukhothai.

### Estados Unidos
Na era colonial, as primeiras peças encontradas nos Estados Unidos vieram da Grã-Bretanha e da Alemanha no final do século XVII. A primeira produção de grés na América começou por volta de 1720 na Filadélfia, Yorktown (Virgínia) e em Nova York. Os ceramistas usavam esmaltes para decorar o grés, com desenhos que identificavam o fabricante. Os potes de grés eram essenciais para conservação de alimentos, principalmente nos períodos de baixa produção, até o advento da geladeira moderna (final do século XIX), pois mantinham o conteúdo conservado por muito tempo.
Durante séculos, ceramistas especializados em grés fizeram experimentos, tentando aprimorar os processos de produção, como o norte-americano George Ohr [en] (1857-1918). Seus potes, bastante incomuns, tinham paredes extremamente finas e tortas e cores esmaltadas metálicas. A norte-americana Adelaide Robineau [en] (1865-1929), mudou a maneira como os ceramistas pintavam e vitrificavam seus trabalhos. O afro-americano Doyle Lane [en] (1925-2002) conseguiu grandes avanços técnicos também na utilização de esmaltes.

### Europa

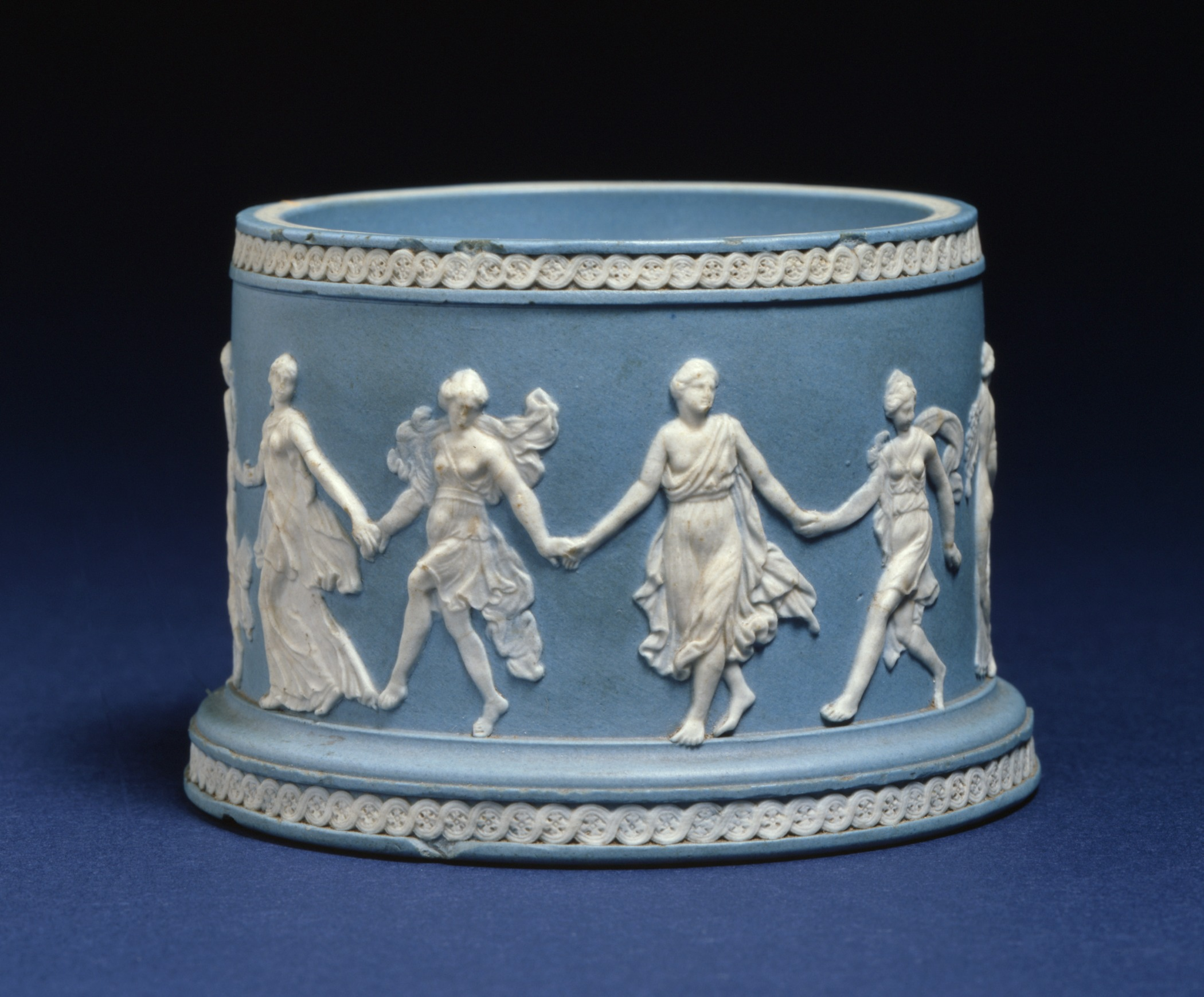
Pote feito pela Wedgwood, The Dancing Hours, 1780-1785. Objeto do Museu Wedgwood.

O grés só pode ser produzido na Europa no final da Idade Média, porque os fornos europeus eram menos eficientes e os tipos de argila necessária eram raros. Algumas cerâmicas romanas antigas se aproximavam do grés. O grés medieval foi principalmente exportado da Alemanha, sendo usados em produtos como jarros, potes e canecas de cerveja. Um tipo simples de grés foi desenvolvido em 1250 e popularizado em 1325.
A Inglaterra viria a se tornar o fabricante europeu mais importante de grés nos séculos XVIII e XIX. Suponha-se que a técnica foi trazida por alemães que já dominavam a técnica de grés no século XVII.
Os tipos de grés mais notáveis na Europa são:
- Jarro Bartmann: Uma forma de grés decorado que foi fabricada na Europa ao longo dos séculos XVI e XVII, especialmente na região de Colônia, na Alemanha.[28]
- Redware: Grés não vitrificado de cor vermelha, inicialmente imitava bules de porcelana Yixing chineses. Os irmãos Elers trouxeram-no para Staffordshire na década de 1690.[29]
- Louça Böttger: Um grés vermelho escuro desenvolvido por Johann Friedrich Böttger em 1710, uma forma superior de redware.[30][31][32]
- Louça Cane: Grés inglês do século XVIII, de cor amarelo acastanhado claro, desenvolvido por Josiah Wedgwood na década de 1770. Durante o século XIX e o início do século XX, eram feitos em South Derbyshire e em Burton-on-Trent.[33]
- Louça Crouch: Desenvolvido em 1696 em Burslem. É um dos primeiros tipos de grés feitos na Inglaterra.[34]
- Coade stone: Um tipo de grés que imita o mármore. Desenvolvido na Inglaterra por volta de 1770.[35]
- Ironstone china: Patenteado em 1813, muitas vezes classificado como faiança, mas muito forte e vítreo. Fabricada em Staffordshire, principalmente na primeira metade do século XIX. Muito duro, opaco, normalmente decorado com cores vivas feitas de impressão por transferência.[36]

## Tipos
Existem cinco categorias básicas de grés conhecidas:
- Grés tradicional: É opaco, pode apresentar uma variedade de cores. Tradicionalmente feito de argilas plásticas de granulação fina, que podem ser usadas para moldar peças muito grandes.
- Grés fino: feito com matérias primas selecionadas, preparadas e combinadas com mais cuidado. É usado para produzir baixelas e artigos de arte.
- Grés químico: é utilizado na indústria química por causa da resistência à agentes químicos. Durante a queima, são utilizadas matérias primas mais puras do que para outros corpos de grés.[38]
- Resistente ao choque térmico: possui adições de certos materiais para aumentar a resistência ao choque térmico.
- Resistência elétrica: usado para isoladores elétricos, embora tenha sido substituído por materiais com porcelana.

## Matérias-primas

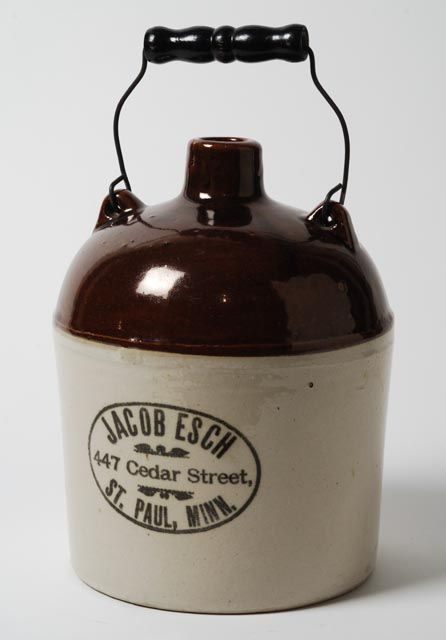
Jarro de grés americano com esmalte Albany, 1900, Red Wing, Minnesota.

A principal matéria-prima do grés é a argila ou material não refratário. Entre os minerais estão a caulinita, mica e o quartzo. A argila de grés costuma ser acompanhada de impurezas como ferro ou carbono, o que dá uma aparência "suja", podendo variar sua pultimoicidade. Argila não refratária é outra matéria-prima importante porque suportam altas temperaturas. Argilas refratárias apresentam alta concentração de caulinita, com menor quantidade de mica e quartzo, enquanto as argilas comuns possuem maiores quantidades de mica e feldspato.
As formulações para grés variam consideravelmente, mas no geral apresentam a seguinte fórmula: argilas não refratárias (0 a 100%), caulim (0 a 15%), quartzo (0 a 30%), feldspato e chamotte (0 a 15%).
O grés pode ser queimado uma ou duas vezes. As temperaturas máximas de queima podem variar de 1 100 °C a 1 300 °C. Normalmente, as temperaturas usadas estão entre 1 180 ºC e 1280 °C. Para produzir um acabamento de esmalte de melhor qualidade pode-se usar duas queimadas. Isso pode ser especialmente importante para formulações compostas de argilas altamente carbonáceas. Para estes, a queima de biscoito é de cerca de 900 °C, e a queima de glost (a queima usada para formar o esmalte sobre a louça) varia de 1 180 a 1 280 °C. A absorção de água de produtos a base de grés é inferior a 1%.
No Leste Asiático, a cerâmica é classificada em "baixa cozedura" e "alta cozedura", não havendo muita distinção entre faiança, porcelana e grés. Muitos utensílios de grés são esmaltados e decorados de branco, sendo visualmente muito semelhantes aos de porcelana ou faiança.

## Grés porcelânico
O adjetivo porcelânico, acrescentado ao substantivo grés e derivado do substantivo porcelana, é a melhor forma de definir e entender no que consiste este produto. Revendo a história do desenvolvimento tecnológico da porcelana na Europa, pode-se concluir que existiam vários tipos de porcelana, e ainda que se tratasse de uma denominação muito genérica, basicamente a porcelana mais generalizada era denominada ‘triaxial’, pois era realizada a partir de pastas de quartzo, feldspato e caulino. Consequentemente, e no sentido estrito grés porcelânico seria aquele que se formula com critérios de composição muito semelhantes aos da porcelana, i.e., misturas de areias de quartzo ou feldspáticas, feldspatos e argilas com um alto teor em caulino.
No que respeita à sua estrutura, a maior parte daquelas porcelanas ‘triaxiais’ são formadas por uma rede tridimensional de cristais alargados e extremamente pequenos de uma fase cristalina denominada mulite, um vidro com origem na fusão dos componentes feldspáticos que aglomera os cristais de mulite e o quartzo residual. O grés porcelânico (ou grés porcelanato) nasceu nos anos 80, como um produto de altas prestações técnicas, caracterizado por se aproximar, mais do que nenhum outro produto cerâmico, do conceito de rochas,  ou pedra natural.
É um produto vitrificado em toda a sua massa e apresenta como característica essencial uma porosidade extremamente baixa, que lhe confere excelentes propriedades mecânicas e químicas, resistente à geada, logo bastante útil para uso como pavimento ou revestimento exterior em zonas frias. Tem, ainda, uma grande resistência ao ataque de agentes químicos e produtos de limpeza e uma boa resistência à abrasão.
O desenvolvimento deste produto com as propriedades tecnológicas requeridas para responder às aplicações e solicitações atualmente colocadas pelo setor da construção, depende da evolução das reações que se dão durante a cozedura (a 1 200-1 300º C) no sentido de se formarem cristais de mulite de uma forma extensa e uniforme pela matriz cerâmica. Face às características micro-estruturais inerentes a este tipo de materiais, as temperaturas de cozedura a utilizar, face aos materiais convencionais, têm de ser necessariamente mais elevadas.